# カワハギ科
カワハギ科 (学名: Monacanthidae、英名: Filefish) は、フグ目に所属する魚類の分類群の一つ。世界中の熱帯から亜熱帯域に分布する。学名の意味は「一つ(monos)＋棘(akantha)」で、発達した背鰭第一棘に由来する。27属を含み、カワハギ・ウスバハギなどを中心に約110種が記載される。

## 形態
体はモンガラカワハギ科のように強く側扁した菱形で、不規則な模様のある種が多い。鰭は柔らかく、胸鰭は小さく、尾鰭は扇形である。学名の由来となった背鰭棘の1本目は非常に強く、収納することが可能。2本目の背鰭棘は埋没しているか非常に小さく、1本目の支えとなると考えられている。尾柄部に棘をもつ種もいる。
口は小さく、吻部の先に位置する。上下の顎に歯があり、上顎では外側に6本と内側に4本、下顎では外側に4-6本の歯がある。吻部は先細りで尖っており、眼は比較的上方に位置する。鱗は小さく棘のようになっている為、鱗が無いようにも見える。鰓穴は小さい。腰骨が発達しており、他の骨と連動させ動かすことができる。腰骨と背鰭を立てて岩の隙間に挟まり、捕食者から逃れることができる。
殆どの種が全長60cm以下だが、ソウシハギは1mを超える。一部の種は雌雄で体色、体型、棘が異なる。

## 生態
太平洋、大西洋、インド洋の熱帯域から温帯域にかけて分布する。オーストラリア近海では特に多様性が高く、半分以上の種がみられる。一般的に水深30m以浅の礁湖、岩礁、藻場に生息する。汽水域にも侵入する。いくつかの種はホンダワラなどの海藻と関係が深く、タイセイヨウカワハギは周りの環境に合わせ体色を変化させる。
単独か二匹で行動する種が多いが、数匹から成る小さな群れを作る場合もある。鰭は小さいため遊泳力が低く、ゆっくりと泳ぐ。捕食者と獲物の目を欺くため、海藻の間で下を向いて泳ぎ、擬態する行動が知られる。サンゴなどの隙間に身を隠し、天敵から身を守る。
食性は様々で、海藻や藻類を捕食する種、尾索動物やヒドロ虫、貝や甲殻類などの小型無脊椎動物を捕食する種、サンゴを捕食する種もいる。
産卵は海底で行われ、卵はオスのみかオスメス両方で守られる。幼魚は外洋性で、流れ藻を隠れ家にするが、マグロやシイラに捕食されることがある。

## 人との関わり
サンゴを捕食してしまうためアクアリウムで飼育されることは少ない。国連食糧農業機関によると、2009年にはハクセイハギ属が年間20万トン水揚げされ、その殆どは中国によるものである。その他カワハギについても報告されている。韓国ではジュイポと呼ばれる味付けされたカワハギの干物がある。

## 下位分類
2025年現在、Fishbaseによると27属109種が分類されている。
- Acanthaluteres Bleeker, 1865 オーストラリア近海に分布する3種。
- フチドリカワハギ属 Acreichthys Fraser-Brunner, 1941
- ウスバハギ属 Aluterus Cloquet, 1816
- アザミカワハギ属 Amanses J. E. Gray, 1835
- ウケグチノホソミオナガノオキナハギ属 Anacanthus J. E. Gray, 1830
- Arotrolepis Fraser-Brunner, 1941 オーストラリアとパプアニューギニアに分布する1種のみ。
- アオサハギ属 Brachaluteres Bleeker, 1865
- ハクセイハギ属 Cantherhines Swainson, 1839
- Cantheschenia Hutchins, 1977 オーストラリア近海に分布する2種。
- ヒゲハギ属 Chaetodermis Swainson, 1839
- Colurodontis Hutchins, 1977 オーストラリア近海に分布する1種のみ。
- Enigmacanthus Hutchins, 2002 セーシェル諸島とマーシャル諸島に分布する1種のみ。
- Eubalichthys Whitley, 1930 オーストラリア近海に分布する6種。
- Lalmohania Hutchins, 1994 インドのマンナール湾に分布する1種のみ。
- Meuschenia Whitley, 1929 オーストラリア南部に分布する8種。
- モロコシハギ属 Monacanthus Oken, 1817
- Nelusetta Whitley, 1939 オーストラリア近海に分布する1種のみ。
- テングカワハギ属 Oxymonacanthus Bleeker, 1865
- ノコギリハギ属 Paraluteres Bleeker, 1865
- ヨソギ属 Paramonacanthus Bleeker, 1865
- ニシキカワハギ属 Pervagor Whitley, 1930
- ハナツノハギ属 Pseudalutarius Bleeker, 1865
- コクテンハギ属 Pseudomonacanthus Bleeker, 1865
- アミメハギ属 Rudarius Jordan & Fowler, 1902
- Scobinichthys Whitley, 1931 オーストラリア南部に分布する1種のみ。
- カワハギ属 Stephanolepis Gill, 1861
- ウマヅラハギ属 Thamnaconus Smith, 1949